# 573 v. Chr.
Portal Geschichte | Portal Biografien | Aktuelle Ereignisse | Jahreskalender | Tagesartikel

◄ |
7. Jahrhundert v. Chr. |
6. Jahrhundert v. Chr. |
5. Jahrhundert v. Chr. |
►

◄ | 590er v. Chr. | 580er v. Chr. | 570er v. Chr. | 560er v. Chr. |
550er v. Chr. |
►

◄◄ | ◄ | 576 v. Chr. | 575 v. Chr. | 574 v. Chr. | 573 v. Chr. |
572 v. Chr. |
571 v. Chr. |
570 v. Chr. |
► |
►►

## Ereignisse

### Sport, Kultur, Religion
- Die Nemeischen Spiele werden erstmals erwähnt. Der Sieger der von der Stadt Kleonai organisierten Panhellenischen Spiele erhält einen Kranz aus Sellerieblättern.

### Wissenschaft und Technik
- Im babylonischen Kalender fällt das babylonische Neujahr des 1. Nisannu auf den 11.–12. April[1], der Vollmond im Nisannu auf den 25. April[1] und der 1. Tašritu auf den 5.–6. Oktober[1].[2]